# Poinson-lès-Grancey
Pour les articles homonymes, voir Grancey.
Poinson-lès-Grancey est une commune française située dans le département de la Haute-Marne, en région Grand Est.

## Géographie

### Localisation
En bordure du département de la Côte-d'Or, Poinson-lès-Grancey se situe à 38 km au sud-ouest de Langres.
| Bure-les-Templiers (Côte-d'Or) | Villars-Santenoge   |                                         |
|                                | Poinson-lès-Grancey | Poinsenot                               |
| Beneuvre (Côte-d'Or)           |                     | Grancey-le-Château-Neuvelle (Côte-d'Or) |

### Hydrographie
La commune est dans la région hydrographique « la Seine de sa source au confluent de l'Oise (exclu) » au sein du bassin Seine-Normandie. Elle est drainée par l'Ource, la Combe de l'Allier, la Combe Mogeardot, le Fossé 01 de la Tanière, le ruisseau de la Pree, le ruisseau de Vanoce et divers autres petits cours d'eau,.
L'Ource, d'une longueur de 100 km, prend sa source dans la commune  et se jette  dans la Seine à Bar-sur-Seine, après avoir traversé 25 communes. 

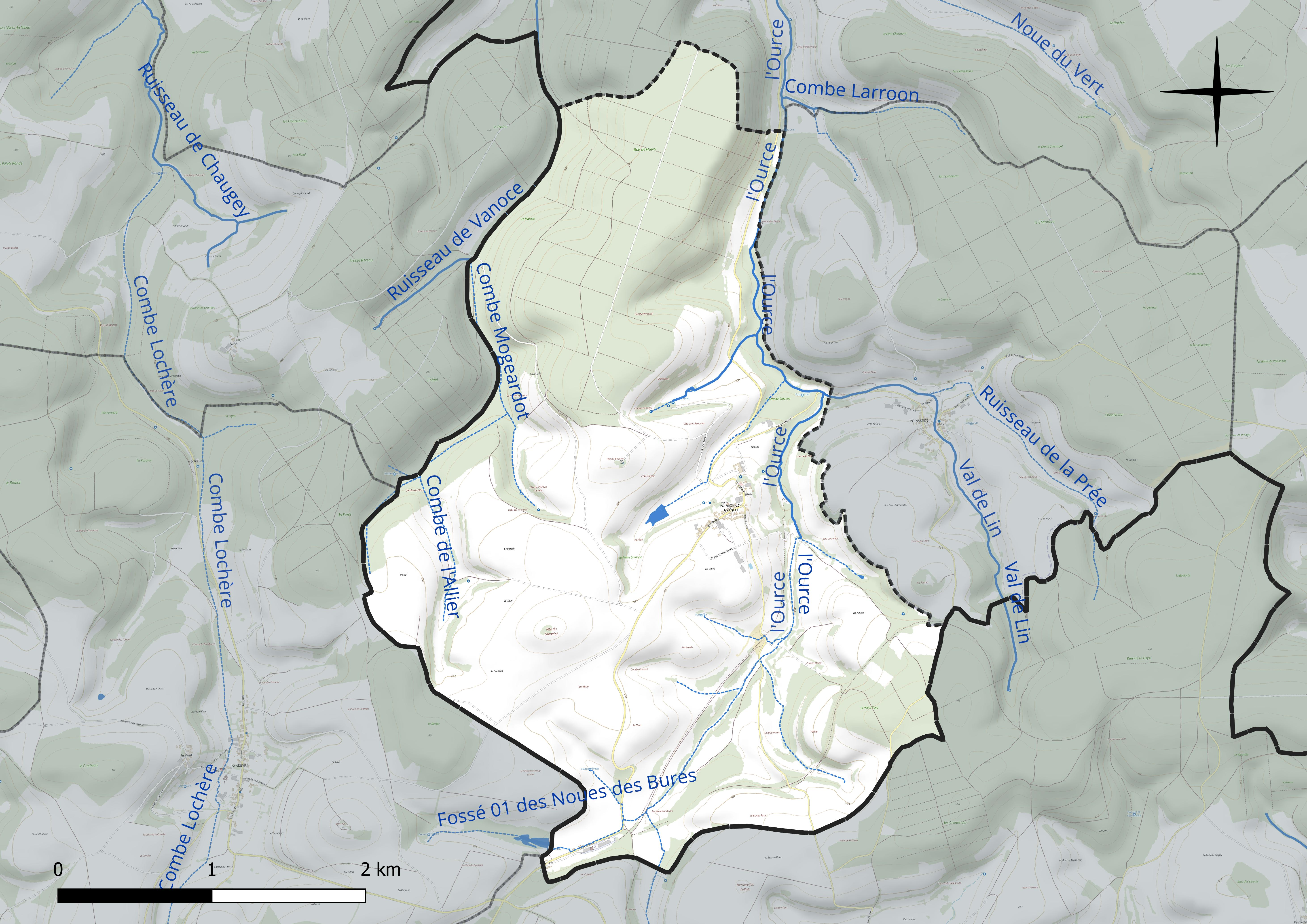
Réseau hydrographique de Poinson-lès-Grancey.

### Climat
Pour des articles plus généraux, voir Climat du Grand Est et Climat de la Haute-Marne.
En 2010, le climat de la commune est de type climat de montagne, selon une étude du Centre national de la recherche scientifique s'appuyant sur une série de données couvrant la période 1971-2000. En 2020, Météo-France publie une typologie des climats de la France métropolitaine dans laquelle la commune est exposée à un climat océanique altéré et est dans la région climatique  Lorraine, plateau de Langres, Morvan, caractérisée par un hiver rude (1,5 °C), des vents modérés et des brouillards fréquents en automne et hiver. 
Pour la période 1971-2000, la température annuelle moyenne est de 9,3 °C, avec une amplitude thermique annuelle de 16,6 °C. Le cumul annuel moyen de précipitations est de 927 mm, avec 13,2 jours de précipitations en janvier et 8,5 jours en juillet. Pour la période 1991-2020, la température moyenne annuelle observée sur la station météorologique de Météo-France la plus proche, « Bure Les Templiers_sapc », sur la commune de Bure-les-Templiers à 8 km à vol d'oiseau, est de 10,7 °C et le cumul annuel moyen de précipitations est de 898,2 mm. 
La température maximale relevée sur cette station est de 38,7 °C, atteinte le 24 juillet 2019 ; la température minimale est de −15,7 °C, atteinte le 20 décembre 2009,,. 
Les paramètres climatiques de la commune ont été estimés pour le milieu du siècle (2041-2070) selon différents scénarios d'émission de gaz à effet de serre à partir des nouvelles projections climatiques de référence DRIAS-2020. Ils sont consultables sur un site dédié publié par Météo-France en novembre 2022.

## Urbanisme

### Typologie
Au 1er janvier 2024, Poinson-lès-Grancey est catégorisée commune rurale à habitat très dispersé, selon la nouvelle grille communale de densité à sept niveaux définie par l'Insee en 2022.
Elle est située hors unité urbaine et hors attraction des villes,.

### Occupation des sols
L'occupation des sols de la commune, telle qu'elle ressort de la base de données européenne d’occupation biophysique des sols Corine Land Cover (CLC), est marquée par l'importance des territoires agricoles (66,2 % en 2018), une proportion sensiblement équivalente à celle de 1990 (66,6 %). La répartition détaillée en 2018 est la suivante : 
terres arables (40,8 %), forêts (33,8 %), prairies (13 %), zones agricoles hétérogènes (12,4 %). L'évolution de l’occupation des sols de la commune et de ses infrastructures peut être observée sur les différentes représentations cartographiques du territoire : la carte de Cassini (XVIIIe siècle), la carte d'état-major (1820-1866) et les cartes ou photos aériennes de l'IGN pour la période actuelle (1950 à aujourd'hui).

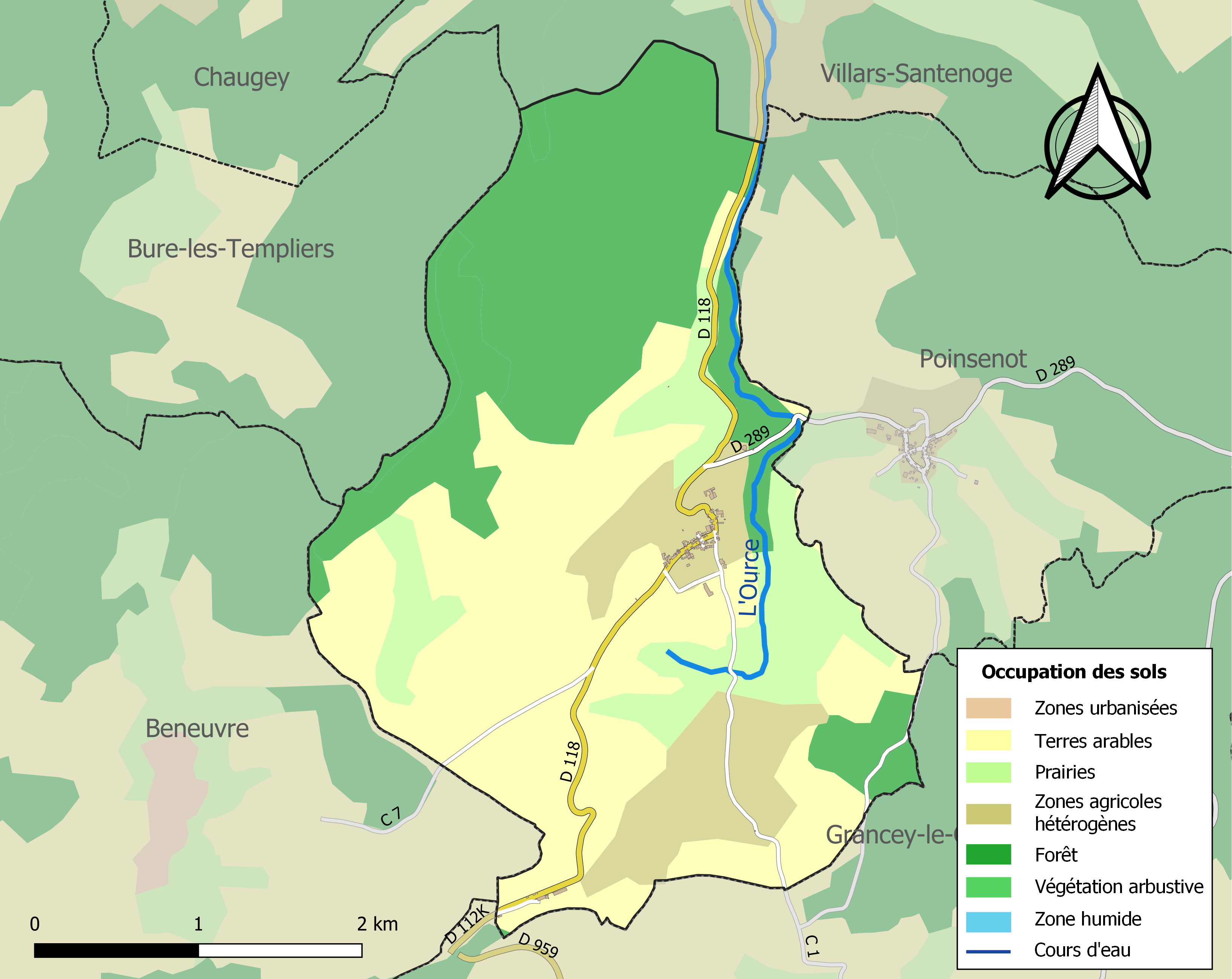
Carte des infrastructures et de l'occupation des sols de la commune en 2018 (CLC).

## Histoire

### Carte de Cassini
|  |  |

La carte de Cassini ci-dessus montre qu'au XVIIIè siècle, Poinsson (écrit avec deux SS) est une paroisse implantée sur la rive gauche de L'Ource qui prend sa source au sud du village.

Au nord, un moulin à eau, Le Moulin de Poinsson, symbolisé par une roue dentée est représenté sur le cours de la rivière.

### Passé ferroviaire du village
|  |  |  |  |

Poinson a partagé une gare ferroviaire avec la commune voisine de Beneuvre en Côte-d'Or. Ce fut même un petit nœud ferroviaire car une ligne partait de cette gare vers Langres alors que la ligne principale reliait Troyes à Gray par Châtillon-sur-Seine et Is-sur-Tille.

- De 1882 au 2 mars 1969, la commune  a été traversée par la ligne de chemin de fer de Troyes à Gray, qui, venant de la gare de Villars-Santenoge, passait au sud du village, s'arrêtait à la gare de Poinson-Beneuvre, qui se situait en pleine campagne à environ 2 km au sud du village, et ensuite se dirigeait vers la gare de Pavillon-les-Grangey, aujourd'hui Grancey-le-Château-Neuvelle.

L'horaire ci-dessus montre qu'en 1914, 4 trains s'arrêtaient chaque jour  à la gare dans le sens Troyes-Gray et 4 autres dans l'autre sens.

A une époque où le chemin de fer était le moyen de déplacement le plus pratique, cette ligne connaissait un important trafic de passagers et de marchandises. 
	
À partir de 1950, avec l'amélioration des routes et le développement du transport automobile, le trafic ferroviaire a périclité et la ligne a été fermée le 2 mars 1969 au trafic voyageurs. La ligne, encore en place, est utilisée épisodiquement pour un service de maintenance.
- À partir de 1883, la gare de Poinson-Beneuvre a été le point de départ de la Ligne de Poinson - Beneuvre à Langres. La ligne partait vers l'est vers la gare de La Margelle. Cette ligne a été fermée au trafic voyageurs en 1955 et au trafic marchandises en 1963. Les rails ont été retirés. Quelques tronçons subsistent encore de nos jours, utilisés comme sentiers de randonnée ou chemins d'exploitation agricole.

## Politique et administration

### Liste des maires
| Période                                  | Période   | Identité          | Étiquette | Qualité |
| ---------------------------------------- | --------- | ----------------- | --------- | ------- |
| Les données manquantes sont à compléter. |           |                   |           |         |
| avant 1988                               | ?         | Armand Pisaneschi |           |         |
| mars 2001                                | mars 2014 | Alain Boiget      |           |         |
| mars 2014                                | En cours  | Jacques Boiget    |           |         |

## Population et société

### Démographie
L'évolution du nombre d'habitants est connue à travers les recensements de la population effectués dans la commune depuis 1793. Pour les communes de moins de 10 000 habitants, une enquête de recensement portant sur toute la population est réalisée tous les cinq ans, les populations de référence des années intermédiaires étant quant à elles estimées par interpolation ou extrapolation. Pour la commune, le premier recensement exhaustif entrant dans le cadre du nouveau dispositif a été réalisé en 2004.

En 2022, la commune comptait 58 habitants, en évolution de +41,46 % par rapport à 2016 (Haute-Marne : −4,62 %, France hors Mayotte : +2,11 %).
| 1793 | 1800 | 1806 | 1821 | 1831 | 1836 | 1841 | 1846 | 1851 |
| ---- | ---- | ---- | ---- | ---- | ---- | ---- | ---- | ---- |
| 268  | 245  | 224  | 237  | 233  | 240  | 225  | 197  | 212  |

| 1856 | 1861 | 1866 | 1872 | 1876 | 1881 | 1886 | 1891 | 1896 |
| ---- | ---- | ---- | ---- | ---- | ---- | ---- | ---- | ---- |
| 183  | 175  | 191  | 154  | 142  | 283  | 183  | 164  | 154  |

| 1901 | 1906 | 1911 | 1921 | 1926 | 1931 | 1936 | 1946 | 1954 |
| ---- | ---- | ---- | ---- | ---- | ---- | ---- | ---- | ---- |
| 160  | 155  | 158  | 137  | 154  | 133  | 115  | 123  | 125  |

| 1962 | 1968 | 1975 | 1982 | 1990 | 1999 | 2004 | 2006 | 2009 |
| ---- | ---- | ---- | ---- | ---- | ---- | ---- | ---- | ---- |
| 87   | 71   | 72   | 71   | 85   | 62   | 61   | 60   | 61   |

| 2014 | 2019 | 2022 | - | - | - | - | - | - |
| ---- | ---- | ---- | - | - | - | - | - | - |
| 45   | 55   | 58   | - | - | - | - | - | - |

## Économie
- Exploitations agricoles.

## Culture locale et patrimoine

### Lieux et monuments
- L'église paroissiale Saint-Léger[19].

Histoire des cloches de l'église à lire sur le site de la BNF.
- La pelouse de la source Prévetat[21], classée zone naturelle d'intérêt écologique, faunistique et floristique de type I. Une des deux sources possibles de l'Ource (Coord. géo. : 47° 42′ 00,73″ N, 4° 59′ 11,57″ E).

### Personnalités liées à la commune
- Le botaniste Paul Victor Fournier (1877-1964) y fut prêtre de l'Église catholique romaine de 1937 à sa mort.